# Евдокимов, Юрий (футболист)
Юрий Евдокимов (эст. Jüri Jevdokimov; 3 июня 1988, Кингиссеппа) — эстонский футболист, нападающий.

## Биография
Начинал играть на взрослом уровне в командах, входивших в систему таллинской «Флоры» — «Флора» (Пайде), «Флора» (Ярва-Яани), «Тервис» (Пярну), «Флора-2» (Таллин). В составе «Тервиса» в неполные 17 лет стал основным игроком в первой лиге Эстонии. В высшем дивизионе дебютировал в составе «Тулевика» (Вильянди) 9 июля 2006 года в матче против «Таммеки», заменив на 64-й минуте Андрея Савочкина. В основной состав «Флоры» пробиться так и не сумел и в 2008 году окончательно был отправлен в «Тулевик». По итогам сезона 2009 года занял четвёртое место в споре бомбардиров с 14 голами.
В 2010 году перешёл в таллинский «Нымме Калью», где провёл следующие пять сезонов. В сезоне 2010 года стал вторым бомбардиром чемпионата Эстонии (21 гол), в 2011 году стал серебряным призёром и вошёл в десятку лучших снайперов (16 голов), в 2012 году завоевал чемпионский титул и стал четвёртым бомбардиром турнира (13 голов). Однако с 2013 года потерял место в основном составе и за два последних сезона сыграл только 17 матчей, в основном выходя на замены. В 2013 году снова стал серебряным призёром чемпионата. Всего за «Нымме Калью» сыграл более 100 матчей в высшей лиге, в которых забил 52 гола. Участвовал в играх еврокубков (6 матчей).
В 2015 году перешёл в «Инфонет», позже переименованный в «ФКИ Таллинн», но не смог закрепиться в основном составе, сыграв 6 матчей на старте сезона 2015 года и ещё 6 неполных матчей в первом круге сезона 2016 году. В 2016 году «ФКИ Таллинн» завоевал чемпионский титул, однако Евдокимов во время летнего трансферного окна перешёл в другой клуб высшей лиги — «Пайде ЛМ».
По окончании сезона 2016 года завершил профессиональную карьеру и играл на любительском уровне за клубы низших лиг — «Ретро» (Таллин) и третий состав «Пайде».
Всего в высшем дивизионе Эстонии сыграл 219 матчей и забил 80 голов.
Выступал за сборные Эстонии младших возрастов.

## Достижения
- Чемпион Эстонии: 2012
- Серебряный призёр чемпионата Эстонии: 2011, 2013
- Финалист Кубка Эстонии: 2012/13